# Communication & Entreprise
L'Association nationale des communicants est une association de professionnels de la communication. Elle rassemble et anime tous les professionnels de la communication corporate. Créée en 1947 sous le nom de Groupe de liaison des Journaux d'entreprises de France, l'association était d'abord orientée vers la presse d'entreprise, pour ensuite évoluer vers l'information d'entreprise et enfin vers la communication d'entreprise, qui constitue aujourd'hui son territoire de légitimité.
En 2024, l'association rassemble plus de 1 100 adhérents. En rassemblant l’ensemble des métiers de la communication, elle souhaite fédérer tous les professionnels de la communication qu’ils soient issus de l’entreprise, des agences, des organismes publics ou indépendants pour promouvoir une approche globale, stratégique, responsable et plurimédias de nos métiers.

## Historique

### Les fondateurs de l'association
- Louis Geoffroy : rédacteur en chef du Bulletin du PLM puis de Notre Métier. Président et fondateur du Groupe de liaison des Journaux d'entreprise (crée en 1939, suspendu durant la Seconde Guerre mondiale, puis rétabli en 1946).
- Jean Chopin de Janvry : il crée en 1946 le premier département de "public relations" au sein d'une entreprise française. Membre fondateur de l'UJEF.
- Robert Denis : conseiller social chez Philips, rédacteur du journal Phil à Phil, secrétaire des Cadres et Techniciens sociaux (ACTS), secrétaire du Groupe liaison des Journaux d'entreprise (1947) puis président du Groupe de liaison des journaux d'entreprise (fin 1948).

### Du Groupe de Liaison des Journaux d'Entreprise de France à Communication & Entreprise

#### 1939
L'expression « journaux d'entreprise » est utilisé pour la 1re fois dans L'Usine et la Revue de l'Union des Industries Métallurgiques et Minières. Louis Geoffroy crée une association de journaux d'entreprise sous les auspices de la CEGOS. Cette association sera mise en sommeil durant la Seconde Guerre mondiale.

#### 1944
Louis Geoffroy publie son ouvrage Le Journal d'entreprise", premier du genre à traiter des journaux d'entreprise et à offrir une réflexion et une méthodologie sur la presse interne et ses fonctions dans l'entreprise.

#### 1946
Louis Geoffroy décide de ranimer son association avec l'aide de Robert Denis, secrétaire général de la jeune association des cadres et Techniciens sociaux - ACTS (dont Louis Geoffroy est également membre).

#### 1947
25 mars : le Groupe de Liaison des Journaux d'Entreprise de France renaît.
13 mai : Constitution du Bureau du Groupe. Louis Geoffroy est nommé président et Robert Denis secrétaire.
Cette année-là, l'association n'est pas autonome et dépend de l'ACTS dans lequel est basé son siège. Les cotisations sont directement payées à l'ACTS puis reversées au Groupe de Liaison des Journaux d'Entreprise. À l'époque, le Groupe de Liaison fonctionne uniquement comme une commission technique de l'ACTS.
Les premières actions du Groupe se cantonnent à la publication d'articles dans le journal de l'ACTS, Actions et Techniques sociales.
Le Groupe publie un journal de petit format dont les articles sont reproductibles sans droits, Choisir, et participe à des manifestations professionnelles.

#### 1948
Fin 1948, à la suite du décès de Louis Geoffroy, au manque de disponibilité des adhérents et faute de moyens financiers, le Groupe est aidé financièrement par l'ACTS et vit des cotisations de ses 33 adhérents.
En septembre 1948, les conseillers du Directeur du House Organ Institute, avec l'aide de l'ACTS organisent en France le 1er congrès européen des rédacteurs de journaux d'entreprise redonnant ainsi de l'élan au Groupe de Liaison des Journaux d'Entreprise. À la suite de ce séminaire, la Fédération internationale des éditeurs de journaux est créée. Dès lors, le Groupe de Liaison des Journaux d'Entreprise reçoit le soutien de la CEGOS et des pouvoirs publics représentés par le secrétaire d'État à la Présidence chargé de l'information, François Mitterrand.

#### 18 juillet 1949
Dissolution du Groupe de Liaison des Journaux d'Entreprise pour créer une association autonome sous le nom "Union des Journaux d'Entreprise de France" (U.J.E.F). Les Journaux Officiels publient l'annonce de sa création le 12 août 1949.
L'U.J.E.F délocalise son siège bien qu'elle reste assez proche de l'ACTS.
Georges Lesné de Mecanodex est nommé alors président. Robert Denis en est alors le délégué général et Claude Bellanger, quant à lui, est nommé président d"honneur.

#### 1950
Début des premiers services estampillés UJEF (clichotèque, service de photogravure, commission de propagande dirigée par Francine Dubouillon - future directrice de l'Union nationale des Attachés de presse -, réunions mensuelles, repas confraternels, "verdure-parties"…). Mais l'association est alors une "amicale" sans mise en place de réelles actions ou prise de position.

#### 1951
En mai 1951, lors du Congrès de la presse d'entreprise britannique, organisé par la British Association of Industrial Editor, l'UJEF demande la création d'une fédération européenne des journaux d'entreprise (initiative de Robert Denis et Pierre Morel). Ce congrès positionne l'association sur le terrain des Public Relations soutenu par une autre association, Le Club de la Maison de Verre, fondée entre autres par Jean Chopin de Chanvry.
L'année 1951 marque un tournant pour l'UJEF qui se rapproche du Club de la Maison de Verre et de l'AFAP (Association française pour l'accroissement de la Productivité). Son magazine Choisir est alors pris en charge par l'AFAP.

#### 1952
Sous l'impulsion de Pierre Morel, l'association crée un secrétariat permanent géré par un directeur administratif et une secrétaire en déménageant une nouvelle fois (avenue de l'Opéra).
L'UJEF cherche un renouveau avec la création de sections régionales, et la publication d'une charte professionnelle, de visites d'usines…).

#### 1955
Création de la Fédération européenne des Associations de journalistes d'entreprise (Federation of european Industrial Editors Associations : FEIEA).
La création de l'Association française des Relations Publiques (AFREP) issue de la fusion du Club de la Maison de Verre et de l'Association professionnelle des relations publiques (APROREP) met à mal l'UJEF en raison de la confusion qui règne entre les professionnels de l'information et des relations publiques. L'UJEF n'est pas à son avantage en termes de reconnaissance et d'attractivité : il est alors "mieux vu" d'être adhérent à l'AFREP qu'à l'UJEF. L'association souffre aussi de ses statuts : elle est une association de journaux internes et non de journalistes d'entreprise.

#### 1956
Organisation des oscars (initiative de Claude Bellanger) qui est un outil de promotion des activités de l'UJEF.

#### Les années 1960
En 1966, la présidence de l'association est briguée par une poignée d'adhérents, baptisée le "Groupe du 8 avril", qui vise ainsi directement le directeur administratif de l'époque Robert Saint-Jeannet. Lui sont reprochées les dépenses jugées excessives allouées notamment aux "Verdure-parties". Michel Rose lui succédera après de nombreux débats houleux.
En 1967, la Conférence générale de l'Organisation internationale du travail complète la recommandation de 1952 sur la "collaboration dans l'entreprise" pour aboutir à la rédaction d'un texte fondateur rendant obligatoire "pour les sociétés d'une certaine importance de disposer, entre autres moyens d'information, d'un journal d'entreprise".
En septembre 1968, l'UJEF organise un séminaire de 3 jours qui reste dans les mémoires comme les états généraux de la "communication interne" et de l'élargissement du concept d'information à celui, plus général de "communication". C'est une avancée considérable : c'est la première fois que le mot "communication est utilisé. Dès lors, l'UJEF, qui représente 560 journaux d'entreprise, se rapproche des associations et des syndicats spécialisés dans la communication. Des commissions de réflexion sont organisés sur le modèle des sections régionales déjà en place.

#### Les années 1970
Les années 1970 marquent une rupture entre la génération fondatrice de l'association et les nouveaux adhérents, jeunes rédacteurs : les statuts de l'Union sont modifiés pour réduire le mandat des membres du Conseil. À la suite de la nomination en qualité de président de l'UJEF de Louis Bounaix, un Conseil des sages (9 membres) sera même instauré.
En 1973, l'UJEF organise le 9e congrès triennal de la FEIEA qui réunit plus de 3000 journaux d'entreprise des 13 pays européens affiliés. L'association imagine à l'époque se rebaptiser Information et Communication dans les entreprises de France (ICEF) ou encore L'Union Nationale pour la communication dans les entreprises de France (UNACEF) : l'idée est rapidement abandonnée, mais resurgit avec l'adoption de l'accroche "Information et Communication" en 1999.
En 1974, plusieurs réformes sont engagées par l'association : la vocation de professionnalisation avec l'instauration de formations, l'instauration de la carte de presse UJEF.
L'UJEF compte alors 5 délégations régionales : Nord, Rhône-Alpes, Sud-Ouest, Méditerranée et Ouest.
Le 7 mai 1975, l'UJEF devient L'Union des journaux et journalistes d'Entreprise de France
(UJJEF). Cette évolution concrétise l'entrée des professionnels (plutôt des journaux) au sein de l'association. L'audiovisuel fait également son entrée cette année-là lors des 20èmes Oscars avec la création d'un nouveau logo pour l'UJJEF.
Durant les années 1974-75, les tensions déjà présentes en 1960 subsistent et se cristallisent finalement avec les évictions successives de deux Présidents. Plusieurs projets sont abandonnés (dont l'opération entre-presses). Gilbert Broyelle, l'un de ces deux présidents évincés, s'est vu confronté au problème de la carte de presse qu'il était impossible de ne pas donner à tous les adhérents de l'association, qu'ils soient ou non des professionnels - journalistes.
Le 15 juin 1976, le premier numéro de la publication Entreprise-Entrepresse est lancé, en remplacement de Choisir.
En 1976, en réponse au projet de "Réforme de l'entreprise", les dirigeants de l'UJJEF engagent plusieurs actions de lobbying : 2 membres de l'UJJEF siègent au comité d'experts constitué pour la réalisation de ce projet. Un texte intitulé "Recommandations au comité de Réforme de l'entreprise" est envoyé par l'UJJEF au titre d'"expert de l'information et de la communication dans l'entreprise".

#### Les années 1980
L'action menée dans les années 1980 sera guidée par la volonté de répondre aux deux objectifs suivants :
- « s'attacher à définir la communication pour la faire admettre comme fonction intégrante du management de l'entreprise »
- « s'efforcer de prouver en toute occasion que le journal d'entreprise prend une part toujours plus large dans cette fonction de communication »

L'UJJEF doit dès lors définir non seulement le journal d'entreprise mais aussi le rôle de l'informateur, de l'information et plus largement de la communication.

#### Les années 1990
En juin 1990, l'UJJEF modifie ses statuts pour ouvrir son adhésion aux prestataires de services (agences, indépendants...) contribuant à la réalisation de supports de communication "à l'exclusion des supports à usage strictement interne" (un quart des adhérents de l'époque). L'association se présente alors comme "l'Interprofession du Journalisme et de la Communication dans l'entreprise".
En juin 1999, l'UJJEF se rebaptise "Ujjef - L'information d'entreprise", puis en juin 2003 "Ujjef - Communication et Entreprise".

#### 25 novembre 2010
« Ujjef - Communication et Entreprise » devient Communication & Entreprise et s'inscrit dans la continuité de son positionnement sur la communication d'entreprise.

#### 19 février 2024
« COM-ENT - Communication et Entreprise » devient l'Association nationale des communicants afin de réaffirmer ce que l'organisation est : associative, oeucuménique et française.

## Communication & Entreprise aujourd'hui

### Un rôle référent de représentation et de promotion
Forte de 1 100 adhérents, l'association est la plus importante association des métiers de la communication corporate en France. À ce titre, elle joue un rôle référent de représentation et de promotion de la profession.
- Elle émet des réflexions et propose des actions fondées sur la puissance des contenus pour faire reconnaître la communication comme créatrice de valeur pour l'entreprise.
- Elle promeut la professionnalisation, la responsabilité et la déontologie.
- Elle accompagne ses adhérents dans leur évolution et le développement de leurs compétences sur l'ensemble des métiers de la communication. Enfin, elle est un lieu d'échange, d'engagement et de convivialité.

### Missions et valeurs
- Promouvoir, représenter et défendre la profession
- Être un lieu d’échange, d’engagement, de réflexion et de convivialité
- Comprendre l’ensemble des métiers de la communication et leur évolution
- Accompagner les adhérents

### Nombre d'adhérents
L'association compte aujourd'hui plus de 1 100 adhérents, issus d'entreprises, d'organisations publiques, d'agences, indépendants ou étudiants.

## Sources
- Site web de l'Association nationale des communicants
- Catherine Malaval, La presse d'entreprise française au XXe siècle, histoire d'un pouvoir, 2001, Éditions Belin